# Гоар Рштуни
Гоар Хачатуровна Гарибян русский и армянский писатель, поэт, переводчик. Творческий псевдоним - Гоар Рштуни.
Автор свыше 150 рассказов, новелл и притч на русском языке.

## Биография
Родилась 8 апреля 1943 года в городе Ереван, Армянская ССР) в семье военврача,  участника Великой Отечественной войны, и учительницы армянского языка. Отец - из вынужденных переселенцев из Игдыра (современная Турция), семья матери  - из Алашкерта.
Закончила Государственный университет в Ереване, аспирантуру - в МГУ им. Ломоносова. Кандидат химических наук. Прошла путь от рабочей-монтажницы Релейного завода до заместителя директора НИИ по качеству. Поступила в докторантуру Онкоцентра им. Блохина в 1997 году, учредила Научно-координационный центр, где занималась собственными проектами по скринингу химических соединений для лекарственных препаратов. Начала публиковаться с 2010 года. Член Союза писателей Армении и Союза писателей России.
В 2021 году переехала в Ереван.

## Черты творчества
Произведениям Гоар Рштуни свойственна лаконичность, яркость характеров, особенное переживание за боль армянского народа. Имена персонажей и топонимы создают атмосферу присутствия в дореволюционной Российской империи. Необычная последовательность сюжета придаёт произведениям мистическую окраску.
Исторические работы представляют результат долгих исследований архивов. К примеру, в книге "Армянский принц Манук-бей" приводятся три ранее неизвестных письма Манук-бея и донесений русской канцелярии, найденных автором в архивах России. В своих произведениях ведёт разговор с читателем обо всём важном на свете, с юмором анализирует неожиданные, но жизненные ситуации. Тема отношений между государствами,  тема родины, тема детства, отношений человека и природы… Исторические книги её полны открытий, события она рассматривает в новом ключе, проведя параллели с современностью.
Ким Бакши: С большой охотой, с радостью читаю каждый раз книги Гоар. Её прозаические книги, сборники рассказов и стихов, несомненно, свидетельствуют о том, что писательство стало делом всей её жизни.
Знаю Гоар давно, всё, что она написала, читал. И даже давал ей рекомендацию в Союз писателей Москвы.
Особенно люблю её документальную повесть о Католикосе всех армян Вазгене Первом. Гоар поставила памятник этому патриоту, смельчаку, мудрецу. Впервые этот выдающийся человек предстаёт перед нами во всех гранях своей удивительной личности. Книга о Вазгене важна как пример для подражания не только для молодёжи, но и для нас, грешных (я знаком с ним был с 1965 года и пользовался его дружеским вниманием).
Один из важных признаков писателей – умение раскрыть какую-то неизвестную землю. Это и сделала Гоар в книге о Вазгене. Да и другая книга об армянском принце Манук бее рисует нам малоизвестный мир турецкого деспотизма, это, так сказать, турки с чёрного хода. В дополнение мы видим Бухарест с неожиданной стороны – через Манук бея.
Я, автор фильма о замечательном семействе Лазаревых, с удивлением узнал, что Манук бей был в родственных отношениях с Лазаревыми. Тут, несомненно, надо упомянуть книгу «Сияние рода Лазаревых», которая недавно вышла из печати.
Говоря о писательских открытиях Гоар, надо сказать о её большой книге, посвящённой кардиналу-армянину, чуть не ставшему папой Римским – о кардинале Григоре Агаджаняне («Спасённый Римом»).
И, наконец, чуть ли не этнографический интерес представляют её многочисленные рассказы об Армении, её людях, их бедах и радостях. Написаны они с любовью к персонажам, с юмором, главное, они очень добрые, познавательные или поучительные. Ким Бакши
Глан Онанян, доктор философских наук, заслуженный работник культуры России, Член Союзов писателей России и Москвы: "Книга стихотворений «От сердца к сердцу», представляемая ныне читательскому вниманию, есть самое наглядное и убедительное подтверждение этой проверенной временем истины: автор книги Гоар Рштуни – личность уникально многогранная, многоталантливая в самых разных областях когнитологии и эмотологии, и во всех своих ипостасях – журналиста, публициста, историка, новеллиста, поэта – она предстаёт перед заворожённым её интеллектом и интуицией читателем как глубокий психолог, тонкий лирик с философским уклоном, убеждённый патриот и непримиримый борец за идеалы гуманизма!"
Сергей Саядов, арменовед, кандидат исторических наук: "Неутомимый исследователь и популяризатор славных страниц армянской истории – Гоар Рштуни. Несколько слов об этом удивительном человеке. Бог щедро одарил её талантами. Она, химик по образованию, кандидат химических наук. Её знают как поэта, писателя, переводчика. Её поэтическая натура и кипучая энергия требовали дополнительных гуманитарных просторов. Поэтическое её творчество Гоар Рштуни хорошо известно почитателям её талантов, у неё много читателей в электронных библиотеках и в социальных сетях. И она взялась за прозу. Первой пробой пера на новом поприще был перевод книги «Игдыр» Эдуарда Исабекяна. А затем вышли её книги – «Армянский принц Манук бей. Документально-историческое повествование», «Веапар. Воспоминания о католикосе всех армян Вазгене Первом», «Спасённый Римом. Кардинал Григор Агад- жанян». В этом ряду книга «Сияние рода Лазаревых», уверен, займёт достойное место. Все вышеназванные книги, посвященные без преувеличения великим сынам армянского народа объединяет одна сквозная и очень актуальная идея – в блеске имён и деяний наших выдающихся соотечественников найти, очистить от всего лишнего, наносного, обрамить и оформить достойным образом основную и главную мысль – как почётно, трудно, и ответственно быть истинным патриотом своей Родины. Возьму на себя смелость сказать, что в плеяде таких выдающихся имён как Манук-бей, Вазген Первый, Григор Агаджанян, имя, а вернее фамилия Лазаревых, больше всего подходит для иллюстрации безграничного патриотизма и любви к человечеству".

## Произведения и переводы
Гоар Рштуни . Армянский принц Манук бей: (документально-историческое повествование). Ереван: Лусакн, 2010. 347 с. ISBN 978-9939-834-00-9
Пер. с армянского: Эдуард Исабекян . Игдыр. Ереван: Лусакн, 2010. 279 с. ISBN 978-99941-2-425-1
Рштуни . Невыдуманные истории: [рассказы, новеллы, миниатюры]. Ереван: Лусакн, 2011. 201 с. ISBN 978-9939-834-09-2
Гоар Рштуни Притихшие бури: стихи разных лет. Ереван: Лусакн, 2011. 155 с. ISBN 978-9939-834-08-5
Гоар Рштуни. Веапар: воспоминания о Католикосе всех армян Вазгене Первом. М.: Ключ-С, 2012. 247 с. ISBN 978-5-93136-179-6
Гоар Рштуни. Спасенный Римом. Кардинал Григор Агаджанян. Ереван: Лусакн, 2013. 199 с. ISBN 978-9939-834-51-1
(арм. перевод 2023).
Гоар Рштуни. Бабушкины пословицы: [рассказы]. Ереван: Лусакн, 2014. 233 с. ISBN 978-9939-834-64-1
Гоар Рштуни. Гроздья ягоды винной: стихотворения. Ереван: Лусакн, 2014. 167 с. ISBN 978-9939-834-58-0
Пер.: Чаренц Е. Капказ тамаша. Ереван: изд-во Ван Арьян, 2015. 72 с. ISBN 978-9939-70-099-1
Гоар Рштуни. Сияние рода Лазаревых Москва, 2016 УДК 94(47) 092 «18»
Гоар Рштуни. И это всё про нас. Поэзия и проза, Москва, 2016  ISBN 978-5-91865-396-8
Гоар Рштуни. Византийская невеста. Пьеса в стихах. Ереван, 2019
Гоар Рштуни. Восемь эссе на историческую тему (на арм.яз.) Ереван, 2022
Гоар Рштуни. Общий ген - армянский. Сборник исторических эссе. Ереван, 2017
Гоар Рштуни. Утерянный рай, стихи и проза, 2019
Гоар Рштуни. Четверостишия. Билингва. 2019, Ереван,
Гоар Рштуни. Дороги судьбы армянской. Рштуникская сага. Москва, 2021 (на русском и на армянском языках)
Сборники рассказов и стихотворений на армянском языке: "Апакья им сирт" (Стеклянное моё сердце), "Цирани айги" (Абрикосовый сад), "Арабкири айгинерум" (В Арабкирских садах).
Гоар Рштуни. Взлёт и падение бархатного диктатора. Известный и неизвестный Лорис-Меликов. (на арм. яз.) Ереван, 2023
Гоар Рштуни. Повесть о жизни. Арабкирское небо. часть 1 - 8
Новеллы и рассказы
Друзья уходят, не прощаясь... (Ким Бакши)- мемуары
Я и курды - мемуары
Кто отвесил оплеуху Берии историческое эссе
Царь Армении от моря до моря историческое эссе
Фамилия на Ц
Нет мира в горах
Колдовские чары византийской цивилизации
Вторая вдова - новелла
Сик транзит! - миниатюры
Неправильная орешина - новелла
Клад в запретной земле – рассказ
И цвёл миндаль... - новелла
Толерантный тамбур - новелла
Немного про любовь - миниатюра
Старый двор - новелла
Байки и притчи - миниатюра
Дилижанские амуры - новелла
Я жена художника - новелла
Первая встреча со смертью - новелла
Сиротское счастье - миниатюра
Однажды в анатомикуме - миниатюра
Любовь и счастье - рассказ
О том, какие темы могут обсудить в обезьянниках - рассказ
Цикличность, мать Порядка - миниатюра
Ещё притчи - миниатюра
Притчи - миниатюра
Сюрреализм и беженцы - повесть
Бабушкины пословицы - рассказ
Тёма без Жучки - рассказ
Кто украл покойника - рассказ
Все, кроме нас! - рассказ
И откуда взялись эти турки на нашу голову! - рассказ
Трафикинг - новелла
Спецотдельские заборы - рассказ
Чалтырь, степной бастион - рассказ
Любовь до гроба - новелла
Чурка - рассказ
Невыдуманные истории - миниатюра
Как душили Дездемону - рассказ
Мец ехпайр - рассказ
Любовь всегда перевешивает... - рассказ
Манька Детективщица - рассказ
Гёрбагёр. Могильная история - рассказ
Беременные несчастья - рассказ
Шираз - миниатюра
Севак - миниатюра
Живой классик - рассказ
Как я контракты подписывала - рассказ
Мясо для толмы - рассказ
Битва с каналом - рассказ
Как Сибирь отобрала родину - рассказ
Сыновья Матевоса - рассказы
Гадалка с ученой степенью - рассказы
Чечена - рассказ
Как я с режиссёром Данелией фильм смотрела - миниатюра
Судьба армянина - миниатюра
Зарытые книги - рассказ
Народный заседатель - рассказ
Демократический тамада - рассказ
Молоканское пионерское - рассказ
Трндез и Сталин - рассказ
Учительский урок - повесть
Литературное наследие - рассказ
Особенности национальной смекалки - рассказ
Любовь-кольцо - новелла
И откуда взялись эти турки на нашу голову! - рассказ